# Vražda Tristana Brübacha
Tristan Brübach (3. října 1984 – 26. března 1998) byl německý chlapec zavražděný ve Frankfurtu nad Mohanem. Jeho vražda zůstává neobjasněna.

## Život
Tristan Brübach se narodil 3. října 1984 ve Frankfurtu nad Mohanem Iris a Berndovi Brübachovým. Byl jedináček. Vyrůstal ve čtvrtích Höchst a Unterliederbach. Po ukončení základní školy Waltera Kolba v Höchstu pokračoval na mistrovské škole na Herbert-von-Meister-Straße ve čtvrti Sindlingen. Po smrti své matky, která byla drogově závislá a v roce 1995 spáchala sebevraždu, vyrůstal pouze s otcem, který pracoval jako prodavač na stánku na frankfurtském hlavním nádraží. Ačkoli se sám vyhýbal konfliktům, byl často šikanován a fyzicky napadán svými vrstevníky.
Tristan byl popisován jako uzavřený, ale velmi samostatný chlapec, který trávil volný čas hraním počítačových her na PlayStation a touláním po okolí bez konkrétního cíle. Měl velmi rád zvířata, choval králíka jménem Hoppelfried, a i když byl jinak spíše plachý, často oslovoval cizí lidi, aby si s nimi povídal o jejich psech.

## Vražda
V den vraždy 26. března 1998 Tristan kolem osmé hodiny zavolal otci z telefonní budky poblíž bytu do práce, že nemůže jít do školy kvůli bolestem zad. Otec však Tristana přesvědčil, aby do školy šel a později navštívil lékaře. Tristan do školy odešel, ale přišel pozdě, až kolem deváté hodiny, protože se předtím zastavil s kamarádem na cigaretu. Zúčastnil se dopoledního vyučování, odpoledne však požádal třídní učitelku, zda by nemohl odejít dříve k lékaři, protože měl silné bolesti zad. Uvedl, že předcházející den spadl ze stromu, což ale nebyla pravda – ve skutečnosti ho zranil jiný chlapec, který po něm házel kameny. Se souhlasem učitelky tedy odešel Tristan ze školy kolem 13.30. K lékaři ale nešel, během odpoledne byl několikrát spolužáky spatřen v autobuse a v okolí nádraží Höchst, s nikým však nemluvil.
Tristan byl naposledy spatřen živý v 15.20 v parčíku Bruno-Asch-Anlage (50°6′10″ s. š., 8°32′44″ v. d.) nedaleko nádraží Frankfurt-Höchst, asi 400 metrů od místa činu, kde navázal rozhovor s ženou, která zde venčila psa, a povídal si s ní o jejím zvířeti. Když od něj žena odešla, všimla si, že se vedle Tristana posadili dva muži, pravděpodobně cizinci.
Kolem 15.30 byl Tristan zavražděn u jižního vchodu tzv. Liederbach-Tunnel, tunelu, kterým je západně od nádraží pod kolejemi vedena říčka Liederbach (50°6′7″ s. š., 8°32′24″ v. d.). Tento asi 100 m dlouhý tunel často využívali zejména děti a mladí lidé jako zkratku (krátce po vraždě byly vchody do tunelu uzavřeny mřížemi). Není jasné, zda Tristan vešel do tunelu sám a teprve tam se s pachatelem či pachateli setkal, nebo zda jej tam vrah pod nějakou záminkou vylákal.
Pachatel Tristana napřed několikrát udeřil do tváře, pak rdousil do bezvědomí a následně podřezal. Příčinou smrti byla hluboká řezná rána na krku, která zasáhla až k páteři. Vrah nechal oběť vykrvácet v potoce a pak ji umístil na betonovou podezdívku. Následně vrah způsobil na mrtvém těle hlubokou řeznou ránu nad stydkou kostí, rozřízl šourek a odstranil varlata a vyřízl také části svaloviny z hýždí a stehen. Odstraněné části těla nebyly nikdy nalezeny. Poté vrah oběti přetáhl bundu přes hlavu a stáhl také kalhoty a boty, které položil na chlapcova stehna, aby zakryl rány.
Kolem 15.30 si tři děti, které si hrály na blízkém hřišti a chtěly vstoupit do tunelu severním vchodem, všimly muže, který se skláněl nad čímsi na betonové podezdívce. Nerozeznaly, oč se jedná, ale po chvíli pozorování šly raději jinudy. Děti později poskytly popis pachatele a podílely se na sestavení identikitu. Tristanovo tělo našly mezi 15.30 a 16.00 nezávisle na sobě dvě skupinky dětí, které procházely podchodem; obě nález oznámily dospělým a ti pak policii, policie dostala zprávu o nálezu těla v 17.08.
Pachatel byl svědky popsán jako asi 175 cm vysoký muž ve věku 20-30 let, bledý, zanedbaného zevnějšku, štíhlé až hubené postavy, s dlouhými světlými mastnými vlasy do ohonu. Měl jizvu na horním rtu, snad v důsledku rozštěpu. Svědkové sestavili rovněž identikit, který ale nevedl k identifikaci pachatele.
Pachatel z místa činu odnesl Tristanův batoh, ze kterého u jižního vchodu do tunelu vysypal Tristanovy osobní věci, sešity a učebnice. Na Tristanově učebnici němčiny zanechal otisk prstu (ovšem tak špatné kvality, že jej nelze využít k automatickému porovnávání v databázích) a otřel do něj také vražednou zbraň: nůž s vroubkovaným ostřím, který však nebyl nikdy nalezen. Je možné, že v batohu pachatel přenášel vyříznuté části Tristanova těla. Na místě činu byla nalezena stopa DNA, kterou však lze využít pouze v omezené míře.

## Další události

### Nález batohu
Batoh, který pachatel vzal z místa činu, byl téměř přesně rok po Tristanově vraždě, 25. března 1999, nalezen v lese poblíž obce Niedernhausen (50°10′22″ s. š., 8°18′14″ v. d.) asi 35 km od místa činu. Nálezce, zaměstnanec energetické společnosti (batoh se našel poblíž sloupu vysokého napětí), tam batoh viděl už několik měsíců předtím, nahlásil jej však teprve poté, co si jej všiml na policejních plakátech. Batoh byl jednoznačně identifikován jako Tristanův podle stop po opravách. V batohu se našel modrý pytel na odpadky a silniční mapa Německa v českém jazyce, která Tristanovi nepatřila. Není však jisté, zda batoh v lese zanechal vrah, nebo jiná osoba. Objevila se teorie, že batoh mohl na místě nechat jeden z českých dělníků, kteří se v dané době pohybovali v okolí na stavbě železnice, pátrání v České republice však bylo bezvýsledné.

### Telefonát údajného vraha
Den po chlapcově pohřbu, 7. dubna 1998, zatelefonoval neznámý muž na policii, oznámil, že je Tristanův vrah, že se nachází na nádraží Höchst a chce, aby ho policie zatkla. Popsal se jako 180 cm vysoký muž s dlouhými černými vlasy. Když však policie přijela, nikdo tam nebyl. Přestože nahrávka byla zveřejněna, nebyl volající nikdy identifikován a nebylo ani prokázáno, že jím byl vrah.

### Rozkopání hrobu
V noci ze 7. na 8. října 1999 se neznámý pachatel pokusil vykopat Tristanův hrob: květiny z hrobu pečlivě odstranil a vykopanou hlínu odhazoval na připravenou plastovou plachtu. Vykopal jámu hlubokou asi 120 cm, ale až k rakvi se nedostal, pravděpodobně proto, že byl někým vyrušen. Rozkopaný hrob objevila druhý den ráno Tristanova babička. Pachatel rozkopání hrobu nebyl nikdy dopaden.

## Vyšetřování
Navzdory rozsáhlému vyšetřování v Německu i po celé Evropě, při kterém policie zpracovala více než 23 000 tipů, nebyl pachatel Tristanovy vraždy dopaden.
Na základě analýzy okolností případu policie předpokládá, že primárním motivem pachatele bylo získat části chlapeckého těla k uskutečnění svých sexuálních fantazií. Vrah si po pečlivé přípravě vybral místo, kde se děti pravidelně zdržují, a zaútočil na chlapce, který se tam náhodou nacházel – konkrétní oběť pro něj nebyla důležitá. Spekulace o spojitosti s obchodem s drogami nebo s dětskou prostitucí v prostoru nádraží se nepotvrdily.
Protože se našel otisk prstu pachatele, policie v roce 2002 požádala o otisky prstů všechny muže z okresů Höchst a Unterliederbach ve věku mezi 15-45 lety; do roku 2014 jich otisky dobrovolně poskytlo 98,65 % obyvatel Höchstu a 92,95 % obyvatel Unterliederbachu, pachatel však nebyl nalezen.
Tristanův otec Bernd Brübach zemřel v prosinci 2014 ve věku 59 let, aniž by se dozvěděl, kdo zavraždil jeho syna.
19. května 2016 oznámil hesenský zemský kriminální úřad ve Wiesbadenu, že za vraždu Tristana Brübacha může být zodpovědný německý sériový vrah Manfred Seel, který mezi lety 1971 a 2004 brutálně zavraždil nejméně pět žen. Seel nebyl nikdy dopaden a důkazy o jeho vině byly objeveny až po jeho smrti. V říjnu 2017 však tisková mluvčí frankfurtské policie oznámila, že Seel Brübachovým vrahem nebyl.
V roce 2020 policie prověřovala hypotézu, že Tristanovým vrahem je tehdy třiačtyřicetiletý německý sexuální delikvent Christian Brückner, podezřelý mimo jiné také z neobjasněné vraždy tříleté Madeleine McCannové, která byla unesena v roce 2007.
Státní zastupitelství ve Frankfurtu nad Mohanem nabízí za informace vedoucí k dopadení pachatele odměnu ve výši 15 000 eur, další odměnu ve výši 5 000 eur nabízí soukromý dárce.